# Челищев, Борис Григорьевич
Борис Григорьевич Челищев (Енаклыч Чеботаев сын) (? — 1663) — дворянин московский (1633) и полковой воевода в Олонце и Витебске.

## Биография
Представитель дворянского рода Челищевых. Старший сын Григория Фёдоровича Челищева «Чеботая», помещика торопецкого уезда и воеводы Кетского острога. Младший брат — дворянин московский и голова Семён Григорьевич «Булыш» Челищев (? — 1641).
Впервые упоминается в 1622 году в чине жильца. В 1628 году Б. Г. Челищев находился при Л. А. Кологривове, который был отправлен в Валуйки для «посольския размены».
В 1633 году дворянин московский Борис Григорьевич Челищев состоял «для разсылки», то есть для поручений при стольнике В. И. Стрешневе, посланного в Великую Пермь для розыска золота.
В 1634 году Б. Г. Челищев служил сотенным головой у татар, в 1639 году находился на службе в Туле, где состоял в полку под командованием боярина и воеводы, князя Дмитрия Мамстрюковича Черкасского.
В 1640—1651 годах Борис (Енаклыч) Челищев находился на придворной службе. 2 ноября 1651 года он был отправлен гонцом в Швецию к королеве Кристине, потребовав выдачи самозванца Тимофея Анкундинова, выдававшего себя за царя Василия Шуйского, и подьячего Константина Конюхова. Результат этой миссии Челищева неизвестен.
В 1656 году Б. Г. Челищев был назначен полковым воеводой в Олонец, став «товарищем» (заместителем) первого воеводы Петра Михайловича Пушкина. В том же году участвовал в военных действиях против шведов в Карелии. Отряд Е. Челищева после боя захватили Соломенский острог (город Салми), взяв в плен 12 человек, в том числе начальника гарнизона Эрика Бланкенхагена, затем взял шведский острог Имбалакша (Импилахти).
В 1657 году Енаклыч Челищев — полковой воевода в Витебске.
Скончался в 1663 году, оставив после себя сыновей Михаила (стряпчий, сотенный голова и стольник) и Степана (дворянин московский).